# 布宜诺斯艾利斯公约
《布宜诺斯艾利斯公约》1910年8月11日在阿根廷布宜诺斯艾利斯签署，是一部版权公约。通过该公约，包含权利保留声明的作品实现了在各签署国的版权互认。根据公约第3条，任何签署国登记的作品，只要作品内标注了“权利”的“保留”，就授予其在所有签署国的著作权。版权声明通常使用短语“保留所有权利”（英語：all rights reserved），但实现的形式也是多样的，在美国法律里，仅需作者和出版的年份信息。根据公约第6条，第7条，版权保护期限为本国和来源国中较短的时间（较短期限法则）。声明保留的要求相当模糊，导致了更冗长和法律化的措词。虽然国际版权的法律不断发展，但这种情形仍一直存在着。

## 签署国
| 国家 | 国家       | 布宜诺斯艾利斯公约 | 世界版权公约   | 伯尔尼公约     |
| ---- | ---------- | ------------------ | -------------- | -------------- |
|      | 阿根廷     | 1950年4月19日      | 1958年2月13日  | 1967年6月10日  |
|      | 玻利维亚   | 1914年5月15日      | 1990年3月22日  | 1993年11月4日  |
|      | 巴西       | 1915年8月31日      | 1960年1月13日  | 1922年2月9日   |
|      | 智利       | 1955年6月14日      | 1955年9月16日  | 1970年6月5日   |
|      | 哥伦比亚   | 1936年12月23日     | 1976年6月18日  | 1988年3月7日   |
|      | 哥斯达黎加 | 1916年11月30日     | 1955年9月16日  | 1978年6月10日  |
|      | 多明尼加]  | 1912年10月31日     | 1983年5月8日   | 1997年12月24日 |
|      | 厄瓜多尔   | 1914年4月27日      | 1957年6月5日   | 1991年10月9日  |
|      | 危地马拉   | 1913年3月28日      | 1964年10月28日 | 1997年1月11日  |
|      | 海地       | 1919年11月27日     | 1955年9月16日  | 1996年1月11日  |
|      | 洪都拉斯   | 1914年4月27日      | —              | 1990年1月25日  |
|      | 墨西哥     | 1964年4月24日      | 1957年5月12日  | 1967年6月11日  |
|      | 尼加拉瓜   | 1913年12月15日     | 1961年8月16日  | 2000年8月23日  |
|      | 巴拿马     | 1913年11月25日     | 1962年10月17日 | 1996年6月8日   |
|      | 巴拉圭     | 1917年9月20日      | 1962年3月11日  | 1992年1月2日   |
|      | 秘鲁       | 1920年4月30日      | 1963年10月16日 | 1988年8月20日  |
|      | 美国       | 1911年8月1日       | 1955年9月16日  | 1989年3月1日   |
|      | 乌拉圭     | 1919年5月11日      | 1993年4月12日  | 1967年7月10日  |

来源：美国版权局，联合国教科文组织，世界知识产权组织